# Максима Горького (Ульяновская область)
Макси́ма Го́рького — посёлок в Ульяновском районе Ульяновской области. Входит в состав Тетюшского сельского поселения.

## География
Посёлок находится на расстоянии примерно 29 км (по прямой) к западу от города Ульяновск, административного центра области.

### Часовой пояс
Посёлок Максима Горького, как и вся Ульяновская область, находится в часовой зоне МСК+1. Смещение применяемого времени относительно UTC составляет +4:00.

## Население
| 2010 |
| ---- |
| 79   |

### Национальный состав
Согласно результатам переписи 2002 года, в национальной структуре населения русские составляли 75 % из 112 чел.